# Arthur Henrique Ricciardi Oyama
Arthur Henrique Ricciardi Oyama, meglio noto come Arthur Henrique (San Paolo, 14 gennaio 1987), è un ex calciatore brasiliano, di ruolo difensore.

## Carriera
Ha giocato nella massima serie dei campionati brasiliano, bulgaro, belga e maltese.

## Palmarès

### Club

#### Competizioni nazionali
- Campionato maltese: 1

Ħamrun Spartans: 2020-2021